# Накаи, Кадзуо
Кадзуо Накаи (яп. 中井 和夫; род. 24 октября 1948 года) — японский историк и политолог, славист. Специалист по новой и новейшей истории России, СССР и Украины.

## Биография
Родился в префектуре Тоттори. Выпускник педагогического факультета Токийского университета. Окончил аспирантуру Отдела общественных наук того же университета. В 1993 году стал доцентом педагогического факультета Токийского университета. В 1995 году произведен в ранг профессора. В 1996 году стал профессором аспирантуры Отдела культуры Токийского университета.
Участник 1-4 международных конгрессов украинцев, профессор Токийского университета Комаба (с 1994), президент Японской ассоциации украинистов (1994), редактор ее органа «Ukraina Tsushin». В 1980-1982 годах был на стажировке в Украинском научном институте Гарвардского университета. Автор учебника украинского языка для японцев. Монографии японского языке: «Sovieto minzoku Seisakushi» («История советской национальной политики», Токио, 1988), «Taminzoku Kokka Soren no Shuen» («Развал Советского Союза», Токио, 1992), «Ukraina Nashonarizumu» («История украинского национализма», Токио, 1999). Автор многочисленных статей на японском языке о новейшей истории Украины и ее современное политическое положение. На русском языке: «Пушкин в Японии» («ЗНТШ», 1991, т. 214) .

### История Украины
Соавтор «Истории Польши, Украины и Балтийских стран» (1998) — первого япономовного издания, посвященного истории Украины. Под влиянием гипотез Омельяна Прицака, выводил происхождение украинской государственности от иудейского Хазарского каганата. Параллельно занимался изучением истории украинского национализма.. При отсутствии альтернативных академических изданий по истории Украины японском языке, взгляды Накайя на историю Украины является господствующим в среде японской интеллигенции.

## Работы
Переводы
1. スターリンからブレジネフまで / アレク・ノーヴ[他]. — 刀水書房, 1983.4. — (刀水歴史全書 ; 18)

В соавторстве
1. スターリン時代の国家と社会 / 渓内謙,荒田洋. — 木鐸社, 1984.9. — (ソビエト史研究会報告 ; 第2集)
2. ロシア史の新しい世界 / 和田春樹. — 山川出版社, 1986.10

Монографии
1. ソヴェト民族政策史 / 中井和夫. — 御茶の水書房, 1988.9
2. ウクライナ語入門 / 中井和夫. — 大学書林, 1991.6
3. 多民族国家ソ連の終焉 / 中井和夫. — 岩波書店, 1992.8. — (岩波ブックレット ; no.265)
4. 連邦制国家解体の比較研究-ソ連とユーゴの場合- / 中井,和夫,東京大学. — 1995-1996
5. 連邦解体の比較研究 / 柴宜弘,中井和夫,林忠行. — 多賀出版, 1998.2
6. ウクライナ・ナショナリズム / 中井和夫. — 東京大学出版会, 1998.11
7. ポーランド・ウクライナ・バルト史 / 伊東孝之,井内敏夫,中井和夫. — 山川出版社, 1998.12. — (新版世界各国史; 20)